# VI. Theobald, Blois grófja
VI. Theobald Blois grófja volt 1205 és 1218 között. 

## Élete
I. Lajos, Blois grófja és Catherine of Clermont fiaként született.
Apja 1205-ben meghalt, így Theobald VI. Theobald néven Blois grófja lett.
A gróf több alkalommal is harcolt a mórok illetve a kasztíliaiak ellen. 1218-ban halt meg, Blois uralkodójaként húga, Margit követte.

### Házassága
Theobald kétszer házasodott: Alencon Mauddal, majd Roches Clemence-vel. Egyiktől sem született gyermeke.